# Jaap van Dijk (politicus)
Jaap van Dijk (1939) is een Nederlands politicus voor de ARP en later het CDA.
Van Dijk zat in het agrarisch onderwijs maar was ook actief in  de lokale politiek. Hij was wethouder in Oldekerk (1974-1986), statenlid en gedeputeerde voor de provincie Groningen (1987-1999). 
Daarna was hij waarnemend burgemeester in Ten Boer (24 september 2001-1 maart 2002), Loppersum (2003), Zwartewaterland (1 januari 2005-1 juni 2005), Eemsmond (1 april-16 november 2007) en Winsum (mei-november 2008).
In juni 2010 werd hij opnieuw waarnemend burgemeester van Zwartewaterland in verband met de benoeming van Arco Hofland tot burgemeester van Rijssen-Holten. In januari 2011 werd Jaap van Dijk opgevolgd door de nieuwe burgemeester, Eddy Bilder. 